# NGC 1311
NGC 1311 је спирална галаксија у сазвежђу Часовник која се налази на NGC листи објеката дубоког неба.
Деклинација објекта је - 52° 11' 14" а ректасцензија 3h 20m 6,7s. Привидна величина (магнитуда) објекта NGC 1311 износи 12,8 а фотографска магнитуда 13,4. Налази се на удаљености од 5,213 милиона парсека од Сунца. NGC 1311 је још познат и под ознакама ESO 200-7, IRAS 03186-5222, PGC 12460.